# Lac Potholes
Le lac Potholes (Potholes Reservoir) est un lac de barrage du Columbia Basin Project dans l'État de Washington, aux États-Unis. Il établit la zone du parc d'État de Potholes ainsi que l'habitat faunique de Potholes Potholes Wildlife Area.
Le lac Potholes est créé par le barrage O'Sullivan et il est alimenté par le lac Moses, et donc la Crab Creek.

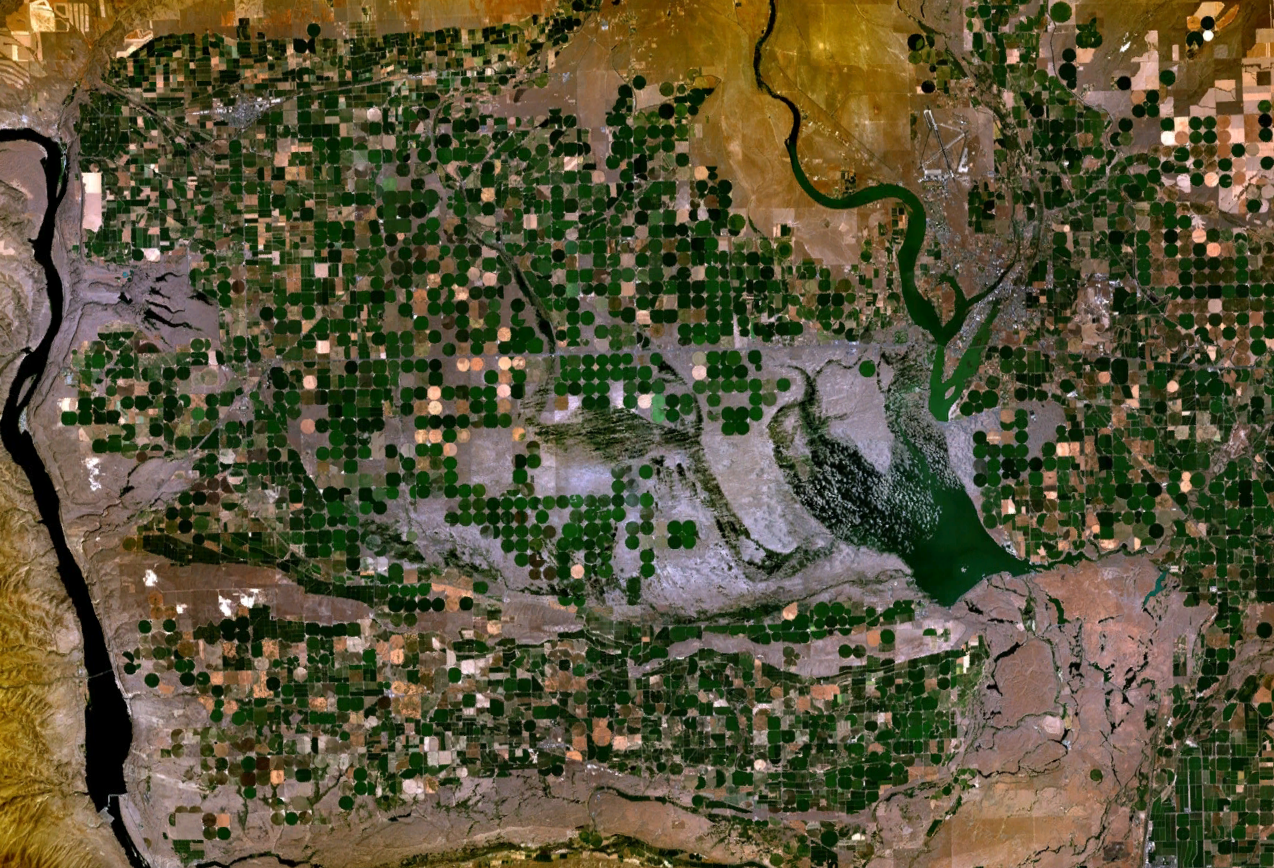
Photo satellite de la zone irriguée entourant le lac Potholes, dans le cadre du Columbia Basin Project. Le lit du fleuve Columbia est à gauche de l'image.